# Just the Way You Are (bài hát của Bruno Mars)
"Just the Way You Are" là một bài hát của nghệ sĩ thu âm người Mỹ Bruno Mars nằm trong album phòng thu đầu tay của anh, Doo-Wops & Hooligans (2010). Nó được phát hành vào ngày 20 tháng 7 năm 2010 như là đĩa đơn đầu tiên trích từ album bởi Elektra Records và Atlantic Records, đồng thời là đĩa đơn hát đơn đầu tiên trong sự nghiệp của Mars sau một số đĩa đơn hợp tác với những nghệ sĩ khác như B.o.B và Travie McCoy. Bài hát được đồng viết lời bởi Mars, Philip Lawrence, Ari Levine, Khalil Walton và Needlz, trong khi phần sản xuất được đảm nhiệm bởi ba nghệ sĩ đầu dưới nghệ danh chung của họ, The Smeezingtons cùng với Needlz. Đây là một bản pop và R&B với nội dung đề cập đến việc nam ca sĩ tuyên bố tình yêu của mình với một cô gái xinh đẹp đã chiếm trọn giấc mơ của anh, cũng như ca ngợi vẻ đẹp của cô dù cho cô ấy có như thế nào. Tại Vương quốc Anh, nó được phát hành vào ngày 19 tháng 9 năm 2010 với tiêu đề "Just the Way You Are (Amazing)". Ngoài ra, một phiên bản phối lại chính thức của bài hát cũng được phát hành, với sự tham gia góp giọng từ rapper người Mỹ Lupe Fiasco.
Sau khi phát hành, "Just the Way You Are" nhận được những phản ứng tích cực từ các nhà phê bình âm nhạc, trong đó họ đánh giá cao vai trò sản xuất của The Smeezington và gọi đây là một bản nhạc nổi bật từ Doo-Wops & Hooligans, cũng như so sánh nó với một số tác phẩm của Alicia Keys. Bài hát còn gặt hái nhiều giải thưởng và đề cử tại những lễ trao giải lớn, bao gồm chiến thắng một giải Grammy cho Trình diễn giọng pop nam xuất sắc nhất tại lễ trao giải thường niên lần thứ 53. "Just the Way You Are" cũng tiếp nhận những thành công vượt trội về mặt thương mại, đứng đầu các bảng xếp hạng ở Úc, Áo, Canada, Ireland, Hà Lan, New Zealand và Vương quốc Anh, và lọt vào top 10 ở hầu hết những quốc gia nó xuất hiện, bao gồm vươn đến top 5 ở Đức, Hungary, Ý, Na Uy, Thụy Điển và Thụy Sĩ. Tại Hoa Kỳ, bài hát đạt vị trí số một trên bảng xếp hạng Billboard Hot 100 trong bốn tuần liên tiếp, trở thành đĩa đơn quán quân thứ hai của Mars và là đầu tiên của nam ca sĩ dưới cương vị nghệ sĩ hát đơn, đồng thời đã tiêu thụ được hơn 7 triệu bản tại đây.
Video ca nhạc cho "Just the Way You Are" được đạo diễn bởi Ethan Lader với sự tham gia diễn xuất từ nữ diễn viên người Úc gốc Peru Nathalie Kelley, trong đó Mars sử dụng những cuộn dây từ băng cassette để thể hiện những hình ảnh khác nhau xuyên suốt bài hát. Để quảng bá bài hát, nam ca sĩ đã trình diễn nó trên nhiều chương trình truyền hình và lễ trao giải lớn, bao gồm The Ellen DeGeneres Show, Saturday Night Live, Today, X Factor France, giải Grammy lần thứ 53, giải Brit năm 2012 và buổi diễn giữa hiệp Super Bowl XLVIII, cũng như trong tất cả những chuyến lưu diễn trong sự nghiệp của anh. Kể từ khi phát hành, "Just the Way You Are" đã được hát lại và sử dụng làm nhạc mẫu bởi nhiều nghệ sĩ, như Matt Cardle, Nathan Sykes, The Saturdays và dàn diễn viên của Glee, đồng thời xuất hiện trong một số tác phẩm điện ảnh và truyền hình, bao gồm Pitch Perfect và Shameless. Tính đến nay, nó đã bán được hơn 13.7 triệu bản trên toàn cầu, trở thành đĩa đơn bán chạy nhất năm 2011 và là một trong những đĩa đơn bán chạy nhất mọi thời đại.

## Danh sách bài hát
| - Tải kĩ thuật số #1 1. "Just the Way You Are" (bản album) – 3:40 - Tải kĩ thuật số #2 1. "Just the Way You Are" – 3:40 2. "Just the Way You Are" (phối lại, hợp tác với Lupe Fiasco) – 3:58 3. "Just the Way You Are" (video ca nhạc) – 4:01 - Đĩa CD 1. "Just the Way You Are" (bản album) – 3:40 2. "Just the Way You Are" (Skrillex Batboi phối lại) – 3:50 | - Tải kĩ thuật số – EP phối lại 1. "Just the Way You Are" (Simon Steur Club phối) – 5:37 2. "Just the Way You Are" (Simon Steur Dub) – 5:37 3. "Just the Way You Are" (Carl Louis & Martin Danielle Club phối) – 5:19 4. "Just the Way You Are" (Carl Louis & Martin Danielle Classic phối) – 5:17 5. "Just the Way You Are" (Manufactured Superstars phối lại) – 7:24 6. "Just the Way You Are" (Steve Smart & Westfunk Club phối) – 7:06 7. "Just the Way You Are" (Skrillex Batboi phối lại) – 3:49 |

## Thành phần thực hiện
Thành phần thực hiện được trích từ ghi chú của Doo-Wops & Hooligans, Elektra Records.
Xây dựng và phối khí
- Xây dựng tại Levcon Studios, Los Angeles, California; phối khí Larrabee Sound Studios, Hollywood, California

Thành phần
| - Bruno Mars – hát chính, viết lời, sản xuất, nhạc cụ - Philip Lawrence – viết lời - Ari Levine – viết lời, nhạc cụ, kỹ sư - The Smeezingtons – sản xuất - Needlz – sản xuất, viết lời | - Khalil Walton – viết lời - Manny Marroquin – phối khí - Christian Plata – hỗ trợ phối khí - Erik Madrid – hỗ trợ phối khí |

## Xếp hạng
| Bảng xếp hạng (2010-11)               | Vị trí cao nhất |
| ------------------------------------- | --------------- |
| Úc (ARIA)                             | 1               |
| Áo (Ö3 Austria Top 40)                | 1               |
| Bỉ (Ultratop 50 Flanders)             | 4               |
| Bỉ (Ultratop 50 Wallonia)             | 17              |
| Canada (Canadian Hot 100)             | 1               |
| Cộng hòa Séc (Rádio Top 100)          | 14              |
| Đan Mạch (Tracklisten)                | 6               |
| Châu Âu (European Hot 100 Singles)    | 2               |
| Phần Lan (Suomen virallinen lista)    | 17              |
| Pháp (SNEP)                           | 33              |
| Đức (Official German Charts)          | 2               |
| Hungary (Rádiós Top 40)               | 2               |
| Ireland (IRMA)                        | 1               |
| Israel (Media Forest)                 | 1               |
| Ý (FIMI)                              | 5               |
| Nhật Bản (Japan Hot 100)              | 14              |
| Hà Lan (Dutch Top 40)                 | 1               |
| Hà Lan (Single Top 100)               | 1               |
| New Zealand (Recorded Music NZ)       | 1               |
| Na Uy (VG-lista)                      | 4               |
| Ba Lan (Polish Airplay Top 100)       | 2               |
| Romania (Romanian Top 100)            | 2               |
| Scotland (OCC)                        | 1               |
| Slovakia (Rádio Top 100)              | 3               |
| Tây Ban Nha (PROMUSICAE)              | 18              |
| Thụy Điển (Sverigetopplistan)         | 2               |
| Thụy Sĩ (Schweizer Hitparade)         | 3               |
| Anh Quốc (OCC)                        | 1               |
| Hoa Kỳ Billboard Hot 100              | 1               |
| Hoa Kỳ Adult Contemporary (Billboard) | 1               |
| Hoa Kỳ Adult Pop Airplay (Billboard)  | 1               |
| Hoa Kỳ Pop Airplay (Billboard)        | 1               |
| Hoa Kỳ Rhythmic (Billboard)           | 2               |

| Bảng xếp hạng                        | Vị trí |
| ------------------------------------ | ------ |
| UK Singles (Official Charts Company) | 75     |
| US Billboard Hot 100                 | 82     |
| US Pop Songs (Billboard)             | 38     |

| Bảng xếp hạng (2010)                 | Vị trí |
| ------------------------------------ | ------ |
| Australia (ARIA)                     | 8      |
| Austria (Ö3 Austria Top 75)          | 53     |
| Belgium (Ultratop 50 Flanders)       | 58     |
| Canada (Canadian Hot 100)            | 25     |
| Denmark (Tracklisten)                | 36     |
| Europe (European Hot 100 Singles)    | 59     |
| Germany (Official German Charts)     | 32     |
| Hungary (Rádiós Top 40)              | 49     |
| Ireland (IRMA)                       | 6      |
| Italy (FIMI)                         | 77     |
| Japan (Japan Hot 100)                | 95     |
| Netherlands (Dutch Top 40)           | 16     |
| Netherlands (Single Top 100)         | 19     |
| New Zealand (Recorded Music NZ)      | 4      |
| Romania (Romanian Top 100)           | 89     |
| Sweden (Sverigetopplistan)           | 9      |
| Switzerland (Schweizer Hitparade)    | 64     |
| UK Singles (Official Charts Company) | 3      |
| US Billboard Hot 100                 | 18     |
| US Adult Contemporary (Billboard)    | 46     |
| US Adult Top 40 (Billboard)          | 45     |
| US Pop Songs (Billboard)             | 20     |
| US Rhythmic (Billboard)              | 20     |
| Bảng xếp hạng (2011)                 | Vị trí |
| Australia (ARIA)                     | 65     |
| Austria (Ö3 Austria Top 75)          | 29     |
| Belgium (Ultratop 50 Flanders)       | 32     |
| Belgium (Ultratop 40 Wallonia)       | 88     |
| Canada (Canadian Hot 100)            | 28     |
| Denmark (Tracklisten)                | 41     |
| Germany (Official German Charts)     | 40     |
| Hungary (Rádiós Top 40)              | 19     |
| Israel (Media Forest)                | 16     |
| Netherlands (Dutch Top 40)           | 64     |
| Netherlands (Single Top 100)         | 33     |
| New Zealand (Recorded Music NZ)      | 48     |
| Romania (Romanian Top 100)           | 77     |
| Sweden (Sverigetopplistan)           | 35     |
| Switzerland (Schweizer Hitparade)    | 28     |
| UK Singles (Official Charts Company) | 67     |
| US Billboard Hot 100                 | 15     |
| US Adult Contemporary (Billboard)    | 1      |
| US Adult Top 40 (Billboard)          | 9      |
| US Pop Songs (Billboard)             | 47     |
| Worldwide (IPFI)                     | 1      |

## Chứng nhận
| Quốc gia | Chứng nhận   | Số đơn vị/doanh số chứng nhận |
| --- | ------------ | ----------------------------- |
| Úc (ARIA) | 7× Bạch kim  | 490.000‡                      |
| Áo (IFPI Áo) | Bạch kim     | 30.000*                       |
| Bỉ (BEA) | Bạch kim     | 30.000*                       |
| Canada (Music Canada) | Diamond      | 800.000‡                      |
| Đan Mạch (IFPI Đan Mạch) | 2× Bạch kim  | 180.000‡                      |
| Đức (BVMI) | 5× Vàng      | 1.250.000‡                    |
| Ireland (IRMA) | Bạch kim     | 15.000^                       |
| Ý (FIMI) | 2× Bạch kim  | 100.000‡                      |
| Nhật Bản (RIAJ) | Vàng         | 100.000*                      |
| México (AMPROFON) | Bạch kim     | 60.000*                       |
| New Zealand (RMNZ) | 2× Bạch kim  | 30.000*                       |
| Bồ Đào Nha (AFP) | Bạch kim     | 20.000‡                       |
| Tây Ban Nha (PROMUSICAE) | Vàng         | 20.000*                       |
| Thụy Sĩ (IFPI) | Bạch kim     | 30.000^                       |
| Anh Quốc (BPI) | 4× Bạch kim  | 2.400.000‡                    |
| Hoa Kỳ (RIAA) | 13× Bạch kim | 13.000.000‡                   |
| Stream |              |                               |
| Đan Mạch (IFPI Đan Mạch) | Bạch kim     | 100.000                       |
| Nhật Bản (RIAJ) | Vàng         | 50.000.000                    |
| * Chứng nhận dựa theo doanh số tiêu thụ. · ^ Chứng nhận dựa theo doanh số nhập hàng. · ‡ Chứng nhận dựa theo doanh số tiêu thụ và phát trực tuyến. · Chứng nhận dựa theo doanh số phát trực tuyến. |              |                               |